# 2014年長崎県知事選挙
2014年長崎県知事選挙（2014ねんながさきけんちじせんきょ）は、2014年（平成26年）2月2日に投開票が行われた長崎県知事を選出するための選挙。

## 概要
現職の中村法道の任期満了に伴う知事選挙。現職で2期目を目指す中村と共産党公認で同党県書記長の原口敏彦の2氏が立候補を表明した。主な争点は、諫早湾干拓事業問題への対応や1期4年の中村県政への評価など。
各政党・団体の対応は、共産党が党公認候補として党県書記長の原口を擁立。前回の知事選で中村へ県本部単位の支援に留めていた政権与党の自民党と公明党は、両党共に現職の中村を推薦することを発表。全面的な支援に出た。更に、前回の知事選で中村の対立候補を擁立した野党の民主党も一転して、今回は前年の参院選で惨敗した党の再生を優先事項とした為、対立候補を擁立せず、同党県連が中村の支持を決定し、7人が乱立した前回知事選から一転して『各党相乗りの現職』対『共産党公認候補』による一騎討ちの構図となった。
また、自民党の支持団体である県農政連や民主党の支持団体の連合長崎なども中村を同様に推薦している。この他の政党（日本維新の会、みんなの党、結いの党、生活の党、社民党など）は自主投票としている。

## 選挙データ

### 告示日
- 2014年（平成26年）1月16日

### 執行日
- 2014年（平成26年）2月2日
  - 当日の投票時間帯：7:00 〜 20:00[9]
- 期日前投票：1月17日 〜 2月1日[10]
- 繰り上げ投票：2月1日（計30投票所）
  - 長崎市
  - 佐世保市
  - 五島市
  - 西海市
  - 北松浦郡小値賀町

### 同日選挙
- 長崎県議会議員補欠選挙（1月24日 告示）[11]
  - 佐世保市・北松浦郡選挙区（当該議員の辞職による、無投票当選）
  - 島原市選挙区（当該議員の辞職による）
  - 雲仙市選挙区（当該議員の辞職による、無投票当選）
- 松浦市長選挙（任期満了に伴う）[11]
- 松浦市議会議員選挙（任期満了に伴う）[11]

## 立候補者
2氏、届け出順。
| 立候補者                       | 年齢 | 党派                                            | 新旧 | 肩書き           |
| ------------------------------ | ---- | ----------------------------------------------- | ---- | ---------------- |
| 中村法道 （なかむら ほうどう） | 63   | 無所属 （自民党・公明党 推薦、民主党県連 支持） | 現   | 長崎県知事       |
| 原口敏彦 （はらぐち としひこ） | 52   | 日本共産党                                      | 新   | 共産党県書記局長 |

### 選挙のタイムライン
- 2013年11月21日 - 現職の中村が県議会本会議で立候補する意向を表明[13]。
- 2013年12月4日
  - 共産党県委員会が原口を党公認で擁立することを発表[2]。
  - 連合長崎が中村の推薦を決定[8]。
- 2013年12月6日 - 自民党が中村の推薦を決定[3]。
- 2013年12月7日 - 民主党県連が常任幹事会を開き、独自候補擁立を断念することを決定[5]。
- 2013年12月19日 - 公明党が中村の推薦を決定[4]。
- 2014年1月13日 - 民主党県連が常任幹事会を開き、中村を支持することを決定[6]。
- 2014年1月16日 - 告示。2氏による一騎討ちに[1]。
- 2014年2月2日 - 投開票。

### 各候補の訴え
今回の知事選の主な争点の一つである諫早湾干拓事業問題への対応や同県にも立地している原発問題への対応、石木ダム建設問題への対応などで両者の対立軸が明確となっている。

## 選挙結果

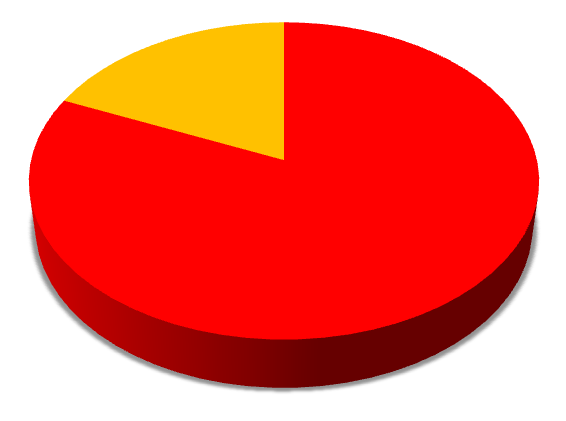
各候補の得票率（得票数の多かった順）

投票率は40.72%で、7人による乱戦となった前回2010年の60.08%を大きく下回り、最低だった2002年を更に9.07%下回り過去最低であった（前回比 -19.36%）。当日の有権者数は115万4002人で、投票者数は46万9857人であった。
候補者別の得票数の順位、得票数、得票率、惜敗率、供託金没収概況は以下のようになった。供託金欄のうち「没収」とある候補者は、有効投票総数の10%を下回ったため全額没収された。惜敗率は未発表のため暫定計算とした（小数3位以下四捨五入）。
|      | 順位 | 候補者名  | 党派       | 新旧 | 得票数  | 得票率 | 惜敗率 | 供託金 |
| ---- | ---- | --------- | ---------- | ---- | ------- | ------ | ------ | ------ |
| 当選 | 1    | ■中村法道 | 無所属     | 現   | 375,112 | 81.58% | ----   |        |
|      | 2    | ■原口敏彦 | 日本共産党 | 新   | 84,704  | 18.42% | 22.58% |        |

現職の中村は自民・公明両党の全面支援を始め、野党の民主党や同党の支持母体である連合長崎の支援も受け選挙戦を終始優位に進めた。これらの政党・団体の支持層の他、無党派層などの浮動票も確実に積み上げ、共産党公認の原口を大差で下し再選を果たした。
共産党公認の原口は中村県政に対し「自民党の言いなり」などと批判し県政転換を訴えた。中村が反対する諫早湾の潮受け堤防排水門の開門に対し、原口は開門賛成の立場を取るなど対立軸を明確にし現職批判票の獲得を目指したが、中村の盤石な支持基盤には及ばなかった。